# Lông mũi
Lông mũi là loại lông mọc trong mũi của con người. Người lớn thường có lông mũi. Lông mũi có chức năng lọc các hạt lạ xâm nhập vào khoang mũi và thu thập độ ẩm. Để hỗ trợ cho chức năng đầu tiên, kết quả của một nghiên cứu năm 2011 chỉ ra rằng mật độ lông mũi tăng làm giảm nguy cơ phát triển bệnh hen suyễn ở những người bị viêm mũi dị ứng theo mùa, có thể là do khả năng lọc phấn hoa và các chất gây dị ứng khác của lông mũi tăng lên.
Lông mũi khác với lông mao của lớp niêm mạc có lông mao của khoang mũi. Đây là những cấu trúc dựa trên vi ống được tìm thấy trong đường hô hấp, tham gia vào cơ chế thanh thải niêm mạc.
Có rất nhiều thiết bị được bán để tỉa lông mũi, bao gồm tông đơ tròn thu nhỏ và các phụ kiện cho máy cạo râu điện. Các tông đơ này sẽ làm ngắn lông mũi đến mức không thể nhìn thấy chúng bên ngoài lỗ mũi. Một chiếc nhíp cũng có thể được sử dụng để giúp loại bỏ những sợi lông này. Các phương pháp khác cũng có tác dụng chẳng hạn như tẩy lông.